# Ilex kelabitana
Ilex kelabitana är en järneksväxtart som beskrevs av S. Andrews. Ilex kelabitana ingår i släktet järnekar, och familjen järneksväxter. Inga underarter finns listade i Catalogue of Life.